# Museo de Títeres de Lubeca

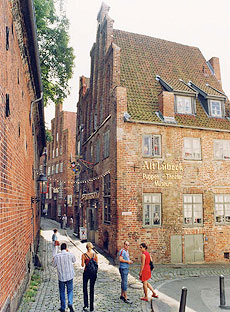
Callejón del TheaterFigurenMuseum, en la vieja Lubeca.

El Museo de Títeres de Lubeca (en alemán: Theater Figuren Museum Lübeck) es un museo privado de Alemania, escondido en el casco antiguo de la ciudad de Lubeca (Schleswig-Holstein) en el callejón Kolk, cerca del Holstentor (puerta de Holsten) y por debajo de la Petrikirche (iglesia de San Pedro).
Su dueño, Fritz Fey júnior, ha reunido en él una colección en torno al teatro de títeres, no solo alemán, expuesta en un complejo de cinco casas medievales de la arquitectura gótica de ladrillo tradicional de esta villa. Se ha comparado con otras colecciones de fama internacional como las del Münchner Stadtmuseum o del Dresdner Puppenmuseum. 
El museo, que cuenta con el apoyo del consejo municipal y de la Fundación Possehl, exhibe unos mil objetos de tres siglos y tres continentes (Europa, África, Asia); entre ellos: títeres de mano o de guante, títere de dedo, de varillas o bastones, marionetas de hilos, muñecos de ventriloquía, fantoches de sombras chinescas, títeres mecánicos variados y títeres transformables.

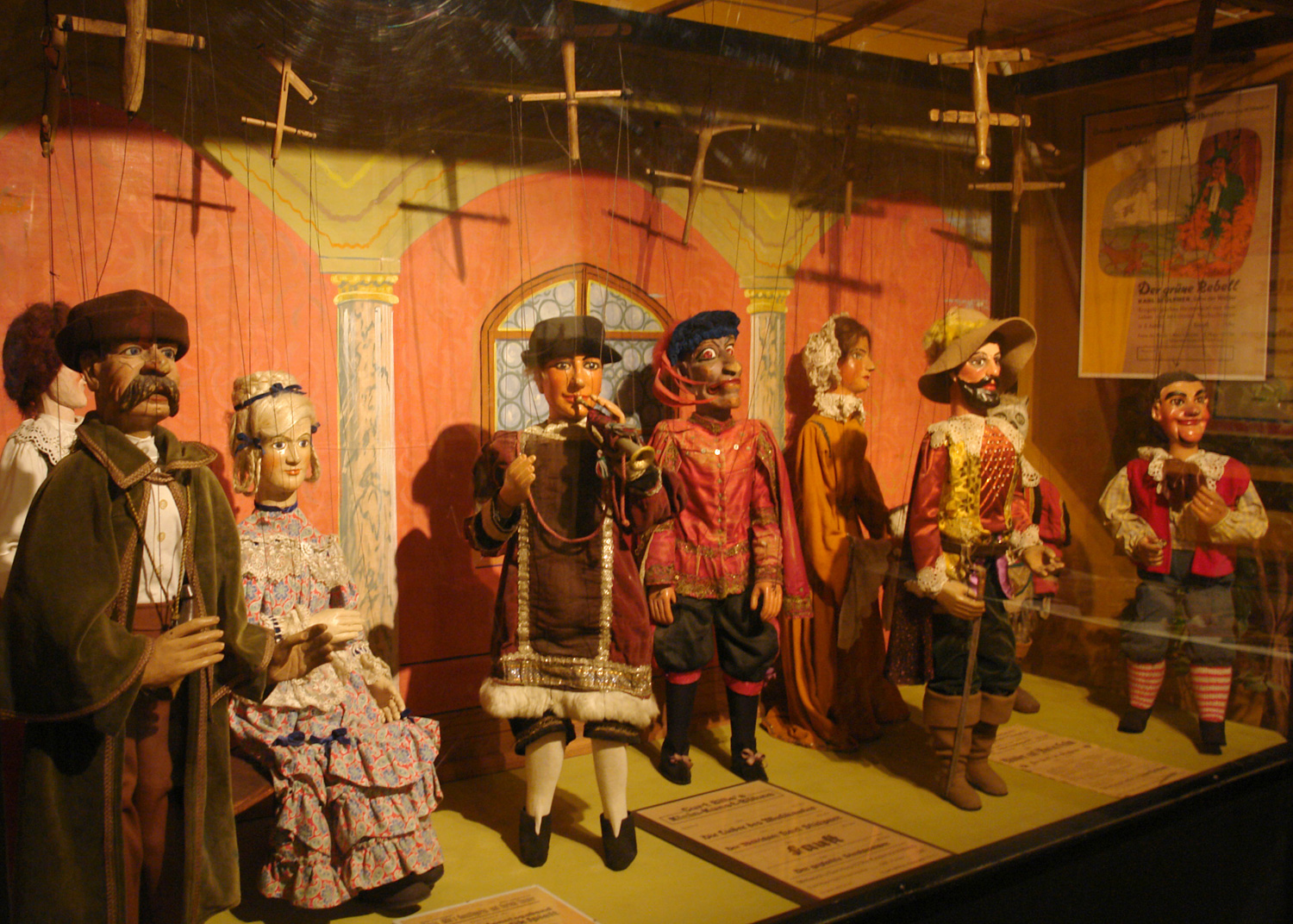
Colección de marionetas de cuerda del museo